# Lazarus You Heung-sik
Lazarus You Heung-sik (Koreaans: 유흥식) (Nonsan, 17 november 1951) is een Zuid-Koreaans geestelijke en een kardinaal van de Rooms-Katholieke Kerk, werkzaam voor de Romeinse Curie.
You Heung-sik studeerde aan de Katholieke Universiteit van Korea in Seoel en aan de Pauselijke Lateraanse Universiteit in Rome, waar hij een graad behaalde in de dogmatische theologie. Hij werd op 9 december 1979 priester gewijd. Vervolgens vervulde hij diverse pastorale functies. In 1994 werd hij benoemd als hoogleraar aan de Katholieke Universiteit van Daejeon, waarvan hij van 1998 tot 2003 rector magnificus was.
You Heung-sik werd op 9 juli 2003 benoemd tot bisschop-coadjutor van Daejeon; zijn bisschopswijding vond plaats op 19 augustus 2003. Toen Joseph Kyeong Kap-ryong op 1 april 2005 met emeritaat ging, volgde You Heung-sik hem op als bisschop van Daejeon.
Op 11 juni 2021 trad You Heung-sik in dienst van de Romeinse Curie. Hij werd benoemd tot prefect van de congregatie voor de Clerus; tevens werd hij bevorderd tot aartsbisschop ad personam. De naam van de congregatie werd in 2022 gewijzigd in dicasterie voor de Clerus.
You Heung-sik werd tijdens het consistorie van 27 augustus 2022 kardinaal gecreëerd. Hij kreeg de rang van kardinaal-diaken. Zijn titeldiakonie werd de Gesù Buon Pastore alla Montagnola.